# انفجار وادي زبقين 2025
وقع انفجار في 9 أغسطس 2025، في وادي زبقين، جنوب لبنان. وقع الانفجار أثناء تفكيك الجيش اللبناني ذخائر في مستودع أسلحة تابع لحزب الله، ما أسفر عن مقتل 6 جنود وإصابة آخرين.

## خلفية
تقع قرية وادي زبقين في جنوب لبنان. وظلت المنطقة تحت نفوذ حزب الله لعدة عقود. وعلى الرغم من وجود اليونيفيل في المنطقة، واصل حزب الله تخزين الأسلحة والذخائر، متحديًا قرار مجلس الأمن التابع للأمم المتحدة رقم 1701. ومنذ اتفاقية وقف إطلاق النار بين لبنان وإسرائيل في نوفمبر 2024، كانت اليونيفيل والجيش اللبناني ينفذان عملية لتفكيك البنية التحتية العسكرية لحزب الله في جنوب لبنان. وخلال ذلك الوقت، أفادت اليونيفيل أنها عثرت على أكثر من 225 موقعًا للأسلحة تابعًا لحزب الله. ووفقًا للتقارير، فقد تم تفتيش موقع الأسلحة بالفعل من قبل الكتيبة الفرنسية. ثم، في 5 أغسطس 2025، وافقت الحكومة اللبنانية على المبادرة الأمريكية لنزع سلاح حزب الله.

## الانفجار
في 9 أغسطس 2025، وصل جنود من وحدة الهندسة واللواء الخامس للمشاة إلى وادي زبقين لإزالة وتفكيك أسلحة وذخائر من مستودع حزب الله. وأثناء ذلك، وقع انفجار أسفر عن مقتل ستة جنود وإصابة آخرين. ولا يزال سبب الانفجار قيد التحقيق، لكن بعض المصادر تزعم أنه كان كمينًا مدبرًا من قبل حزب الله.

## التحقيقات
لا يزال سبب الانفجار مجهولاً، لكن تتفق معظم المصادر على أن هذا كان مستودع ذخيرة لحزب الله. ويزعم بعضها أن الانفجار ناجم عن مخلفات العمليات العسكرية الإسرائيلية، بينما تقول مصادر أخرى إن مهندسي الجيش اللبناني ربما لم يعملوا وفقًا لمعايير السلامة. ووفقًا لأحد المصادر، تم تفخيخ إحدى القذائف في المستودع من قبل مجهولين.

## ردود الفعل

### جوزيف عون
صرح الرئيس اللبناني جوزيف عون بأن هذا الحادث أليم، معربًا عن "حزنه العميق على استشهاد الجنود"، وقدم تعازيه لعائلات الجنود، متمنيًا الشفاء العاجل للمصابين.  كما نقل عنه قوله "لقد خسرت البلاد اليوم كوكبة من خيرة رجالها، الذين ضحوا بأرواحهم الطاهرة دفاعًا عن أرض لبنان وسيادته". 

### نواف سلام
استخدم رئيس الوزراء نواف سلام حسابه على موقع X للإشادة بالجنود القتلى على إرادتهم في أداء واجبهم الوطني، واصفاً إياهم بـ "الشهداء". 

### اليونيفيل
أعرب ديوداتو أباغنارا، رئيس قوات اليونيفيل، عن احترامه لأسر الجنود القتلى، قائلاً إنهم "كانوا ببساطة يقومون بعملهم لاستعادة الاستقرار وتجنب العودة إلى الصراع المفتوح". 

### الأردن
وأعرب الملك عبدالله الثاني عن تعازيه للرئيس عون في اتصال هاتفي، مؤكداً التضامن مع لبنان ودعم الأردن للجيش اللبناني في جهوده للحفاظ على الاستقرار الوطني والسيادة والسلامة الإقليمية. 